# Dům U tří jezdců
Dům U tří jezdců (německy Zu den drei Reitern) se nachází na pražském Novém Městě, Senovážné náměstí čp. 869. Byl postaven v letech 1906–1908 podle projektu architekta Josefa Zascheho.

## Historie a popis stavby
Dům si nechal postavit spolek Deutsches Haus (dříve Deutsches Casino) na místě barokního domu ze 17. století, zbořeného v roce 1906 jako svůj spolkový a nájemní dům s byty, kancelářemi, restaurací a divadelním sálem (uváděný též jako hotel U tří jezdců). Stavba podle projektu Josefa Zascheho byla dokončena v roce 1908.
Slohově představuje moderní architekturu počátku 20. století s prvky geometrické secese. Ve štítu domu, který tvoří tympanon secesního tvaru je umístěn reliéf tří jezdců (převzatý z původního barokního domu), který představuje dva jezdce na koních pronásledující třetího a střílící po něm z pistole.
Po konfiskaci Německého domu (nynější Slovanský dům), po skončení druhé světové války, přešel i spolkový dům do vlastnictví československého státu. Novým vlastníkem budovy se stalo město Praha. 
V současnosti jsou v domě nájemní byty a kanceláře.

## Divadlo
Divadelní sál byl nedílnou součástí uličního domu. Ve dvoře domu působila od roku 1921 provizorně Malá scéna Nového německého divadla (Kleine Bühne, Neues deutsches Theater in Prag), v roce 1941 přejmenovaná na Komorní divadlo (Kammerspiele). Od roku 1950 využívalo budovu Divadlo Minor.
V letech 1923–1924 byl ve dvoře vybudován nový divadelní sál, projektovaný rovněž Josefem Zaschem. Autorem pozdější přístavby byl architekt Alfred Pollak. Do divadla byl přístup skrze pasáž domu č. 29/866 z dnešního Senovážného náměstí a vcházet se dalo rovněž přímo z chodby domu „U tří jezdců“ č. 28/869. Pozemek dvora domu souvisel úzce s pozemkem Slovanského domu Na Příkopech a v rámci přestavby komplexu Slovanského domu bylo divadelní křídlo domu U tří jezdců v roce 1999 zbouráno.

## Galerie

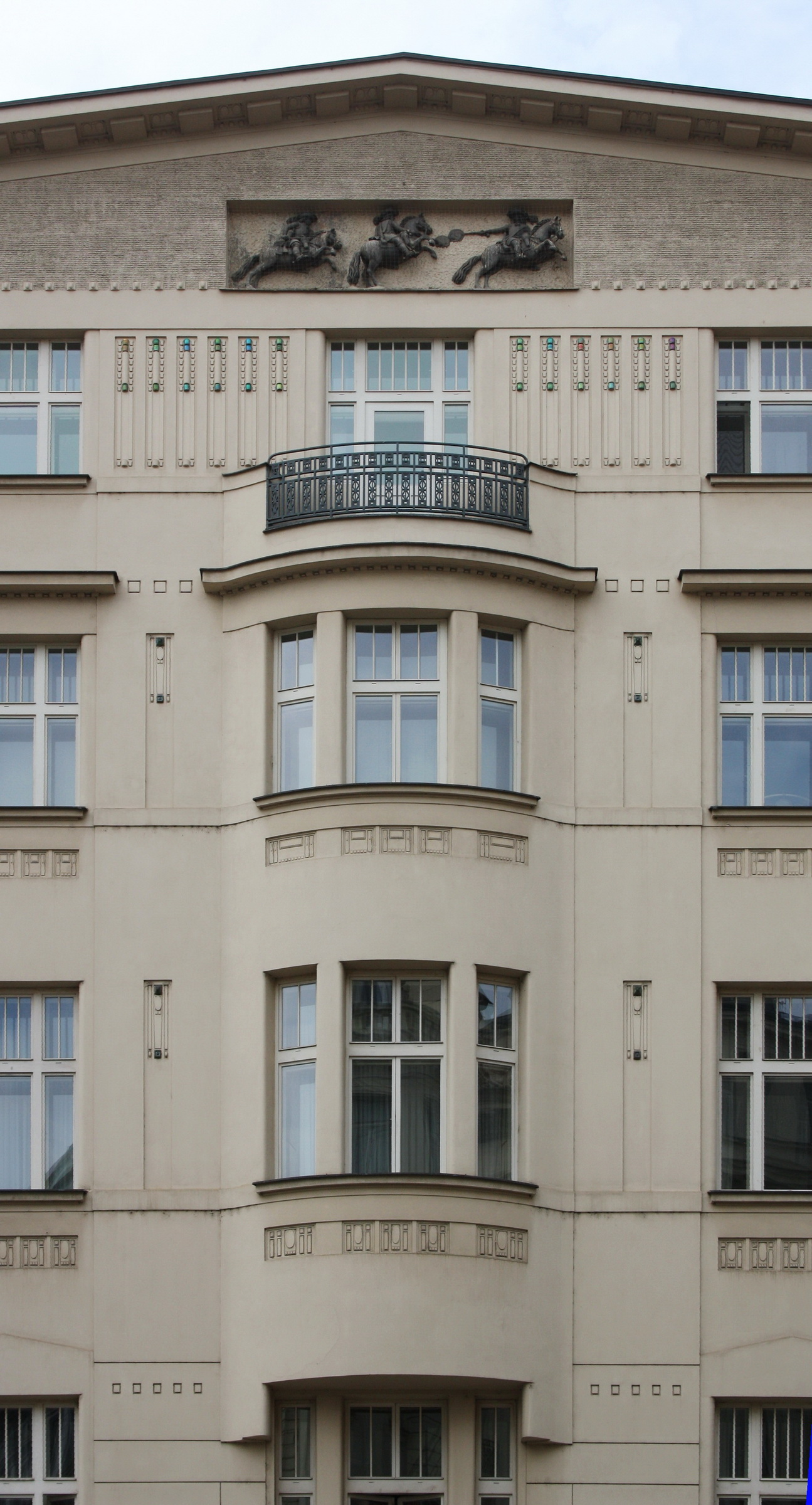
Detail fasády v průčelí
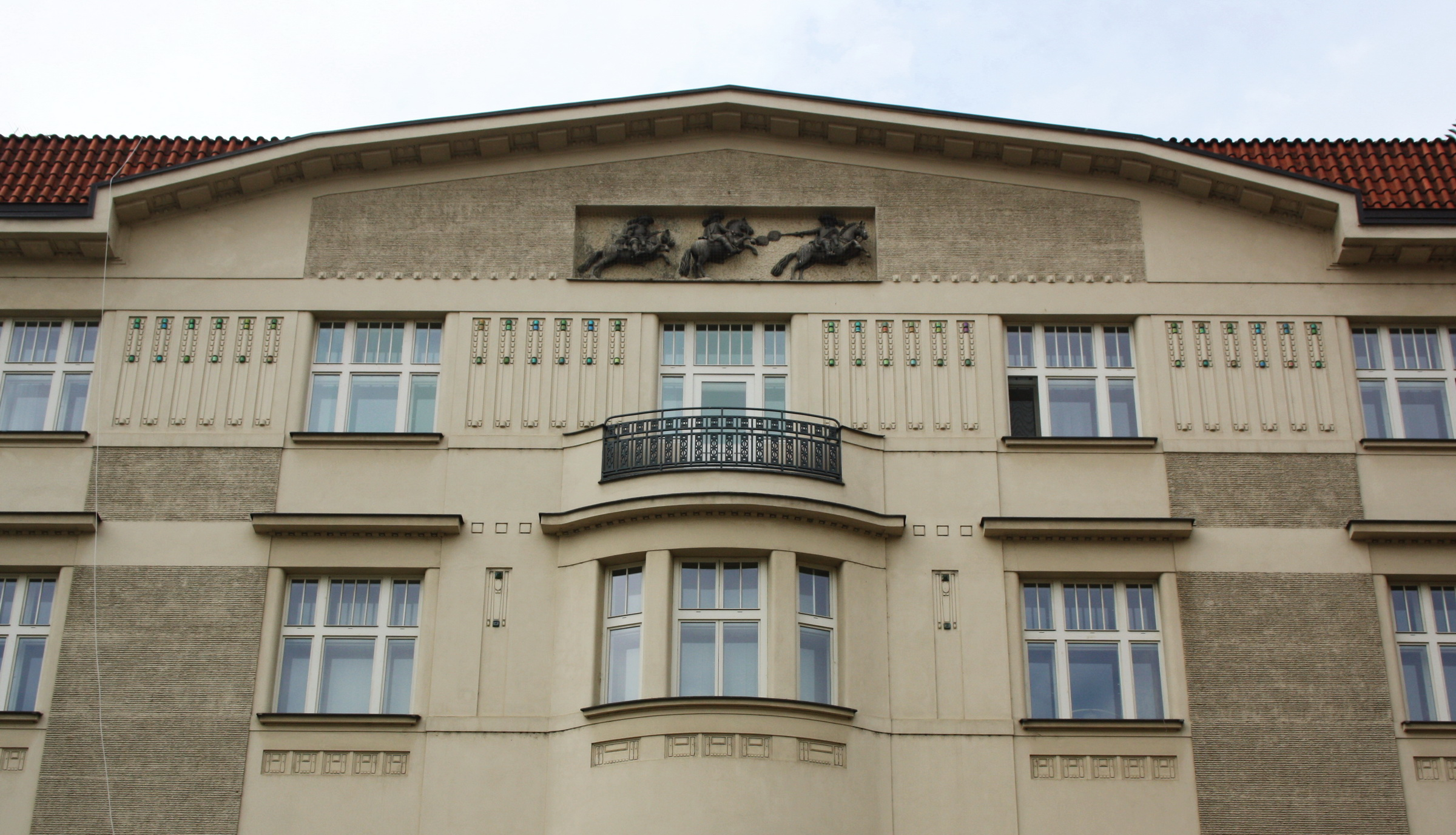
Detail reliéfu ve štítu
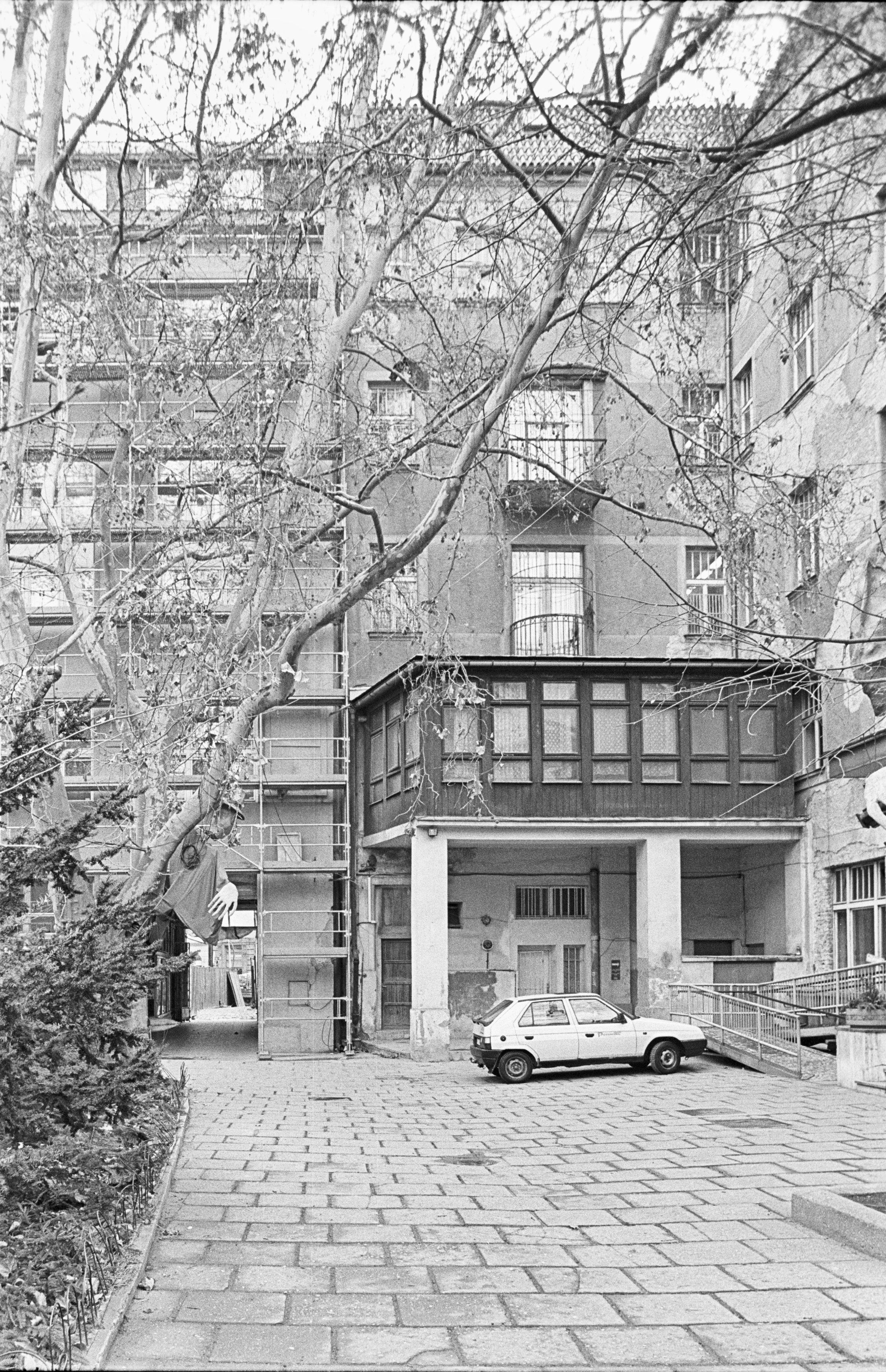
Dům U Tří jezdců, dvorní průčelí, stav v roce 1998, před přestavbou Slovanského domu
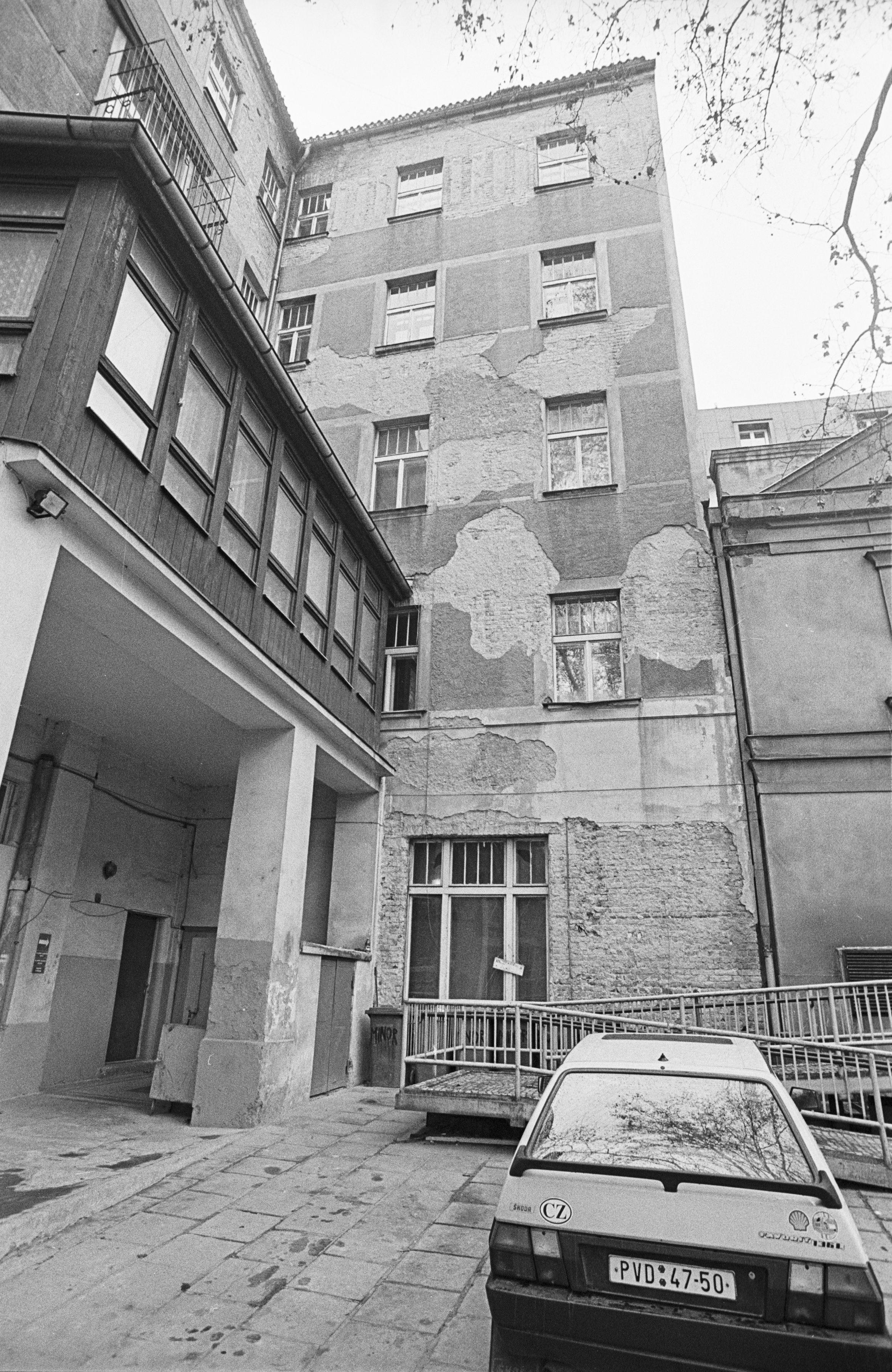
Pohled ze dvora, stav v roce 1998, před přestavbou Slovanského domu (vpravo navazuje Malá scéna Nového německého divadla)